# Torysky
Torysky és un poble i municipi d'Eslovàquia. Es troba a la regió de Prešov, al nord-est del país. La primera referència escrita de la vila data del 1284.

## Demografia
| Godina             | 1994 | 2004   | 2014    | 2024   |
| ------------------ | ---- | ------ | ------- | ------ |
| Nombre de persones | 431  | 392    | 350     | 321    |
| Diferència         |      | −9,04% | −10,71% | −8,28% |

| Godina             | 2023 | 2024   |
| ------------------ | ---- | ------ |
| Nombre de persones | 324  | 321    |
| Diferència         |      | −0,92% |